# Friuli Grave Pinot Nero
Le Friuli Grave Pinot Nero est un vin italien de la région Frioul-Vénétie Julienne doté d'une appellation DOC depuis le 1er octobre 1985. Seuls ont droit à la DOC les vins rouges récoltés à l'intérieur de l'aire de production définie par le décret.

## Caractéristiques organoleptiques
- couleur : rouge rubis plus ou moins intense, tendant au rouge grenat avec le vieillissement
- odeur : délicat, caractéristique
- saveur : sèche, plein

Le Friuli Grave Pinot Nero se déguste à une température comprise entre 16 et 17 °C. Il se gardera 2 – 4 ans.

## Production
Province, saison, volume en hectolitres :
- Pordenone (1990/91) 1456,49
- Pordenone (1991/92) 1348,58
- Pordenone (1992/93) 2376,27
- Pordenone (1993/94) 2499,32
- Pordenone (1994/95) 1772,81
- Pordenone (1995/96) 1261,66
- Pordenone (1996/97) 2107,6
- Udine (1990/91) 552,88
- Udine (1991/92) 435,85
- Udine (1992/93) 359,92
- Udine (1993/94) 312,56
- Udine (1994/95) 311,14
- Udine (1995/96) 342,49
- Udine (1996/97) 582,48